# Sénia del Bassot
La Sénia del Bassot és una obra de la Galera (Montsià) inclosa a l'Inventari del Patrimoni Arquitectònic de Catalunya.

## Descripció
La sénia del Bassot és una estructura circular, elevada per un metre sobre el terreny. L'aigua s'acumula en dues basses elevades mitjançant unes canalitzacions de pedra. Les basses estan situades entre la sénia i el carrer i s'utilitzen per a distribuir l'aigua posteriorment a l'hort. El pou es va cobrir amb una llosa de formigó per evitar perills, ja que es troba dins del nucli urbà.